# Erismadelphus sessilis
Erismadelphus sessilis är en tvåhjärtbladig växtart som beskrevs av Ronald William John Keay och Stafleu. Erismadelphus sessilis ingår i släktet Erismadelphus och familjen Vochysiaceae. Inga underarter finns listade i Catalogue of Life.